# 福島慶道
福島 慶道（ふくしま けいどう、1933年〈昭和8年〉3月1日 - 2011年〈平成23年〉3月1日）は、昭和から平成にかけての臨済宗の禅僧。俗姓は福島。法諱は元照、道号は慶道。室号は更幽軒。管長としての室号は無價室。現在の兵庫県神戸市中央区の出身。臨済宗東福寺派管長（1992年 - 2011年）

## 生涯

### 出生から姉と祖母の死
1933年（昭和8年）、現在の兵庫県神戸市に生まれる。1944年（昭和19年）、小学6年生の時に空襲を避け、神戸市内から集団学童疎開で、岡山県総社市にある東福寺派の宝福寺へ行き、そこで最初の師匠である岡田熙道に会う。その後神戸市に戻り、焼け野原になっていた神戸で、親代わりをしていてくれた祖母と一緒に暮らす。祖母は女学校を卒業し、厳格で教育熱心だった。1945年（昭和20年）6月5日の神戸大空襲で生家は焼失する。3歳年上の姉は病気の身体で無理をして空襲から逃げたのがたたり、病死した。慶道は当時12歳で、旧制中学に進学したばかりだったが戦災で休校となり、疎開した熙道のいる宝福寺にいたので、姉の死に目に会えなかった。姉の死から1年後、1946年（昭和21年）4月3日には祖母を亡くした。当時流行していた発疹チフスに祖母と慶道が同時に感染し、二つ並んだ蒲団で医者の診察を受けている時、祖母は急に亡くなってしまった。

### 得度から大谷大学大学院修了まで
中学の漢文で習った「一子出家すれば九族天に生ず」という一句を思い起こし、慶道は自分が出家して2人の霊を弔おうと決心する。生家の宗旨は真言宗であったが、宝福寺の熙道に出家に関して相談した。1947年（昭和22年）14歳で熙道について得度。熙道の諱は「元享」といい、その一字を取って「元照」と名づけられた。その後高校を卒業するまでは、宝福寺で熙道老師のもと厳しい小僧生活をした。1952年（昭和27年）には南禅寺派管長の柴山全慶の勧めで、京都にある大谷大学に入学した。1956年（昭和31年）大谷大学文学部仏教学科を卒業し、大学院へ進んだ。慶道は修士課程の2年間、臨済録と取り組んだ結論として、臨済録は修行しなければ読めないと認識し、その後博士課程も修了した。

### 南禅僧堂から東福寺派管長そして遷化
1961年（昭和36年）28歳で、ようやく南禅僧堂に掛搭して全慶に参じる。その後、1974年（昭和49年）全慶遷化の後は、全慶の法嗣である山口県洞春寺の高山泰巖に参禅し、嗣法する。1980年（昭和55年）東福僧堂師家に就任。そして1991年（平成3年）4月より臨済宗東福寺派管長にも就任する。1980年（昭和55年）東福僧堂師家に就任。その後は日本国内だけでなく、欧米での布教活動も本格化させた数少ない臨済宗の老師の一人である（アメリカでの布教活動を参照のこと）。2009年（平成21年）に僧堂師家を退任し栗棘庵に移る。晩年は難病であるパーキンソン病を長く患ったが、補助を得ながら懸命に指導と布教を続けた。2011年（平成23年）3月1日多系統萎縮症のため遷化。世寿79。

## アメリカでの布教活動
師匠の全慶老師の禅行脚に3か月同行し、1969年（昭和44年）に初めて渡米。1973年（昭和48年）には、自ら恩師全慶老師の命令で、アメリカ・カリフォルニア州のクレアモント大学へ1年間にわたって禅の指導に赴く。1989年からは、毎年2か月半ほど、全米25の大学などを廻って、禅の布教活動を行った。
さらに慶道が40歳の時、1983年より東福僧堂はクレアモントのポモナ大学と特別提携して、体験的な修行をしたいという学生を僧堂に受け入れていた。これは鈴木大拙の要請を引き継ぎ米国布教に尽力した、師匠である全慶の「アメリカの禅」についての理想達成のため、弟子のひとりとしてその遺志を継承したものである。

## 趙州録の提唱
慶道は1995年（平成7年）5月から2003年（平成15年）1月までの足掛け8年間、『趙州録』の提唱をした。日本の臨済宗専門道場では碧巌録、臨済録、無門関は何度も老師による提唱がなされるが、趙州録は少ない。慶道の法嗣である臨済宗東福寺派管長の原田融道は『趙州録提唱』（福島慶道著）のあとがきで「…その趙州和尚の語録、趙州録の提唱は、老師が生前どうしても書物にしたいと希望されていました。…表現力豊かな言葉を、とくに好んでおられました」と述べている。

## 法嗣弟子
- 原田融道（生没 1959年 - 、臨済宗東福寺派管長 2009年 - ）

## 著書
- 『禅と人生』富山県教育委員会〈精神開発叢書 93〉、1984年2月。 NCID BB02988886。全国書誌番号:84057688。
- 『法句経を聴く』朝日カルチャーセンター〈朝日カルチャーセンター講座カセット〉、1992年5月。 NCID BN11770457。全国書誌番号:86013883。
  - 『法句経を聴く』（増訂版）春秋社、2001年2月。ISBN 9784393143971。 NCID BA51645732。全国書誌番号:20153438。
- 『禅は無の宗教 更幽軒法話集』柏樹社、1994年4月。ISBN 9784826300711。 NCID BN1104598X。全国書誌番号:95015493。
  - 『禅は無の宗教』（新版）春秋社、2007年11月。ISBN 9784393144145。 NCID BA84273065。全国書誌番号:21348043。
- 『フリーマインド 無心のすすめ』東京出版、1995年4月。ISBN 9784924644458。 NCID BN13308999。全国書誌番号:96035522。
- 『無心のさとり 更幽軒講演録』春秋社、1998年6月。ISBN 9784393143919。 NCID BA37882421。全国書誌番号:99016844。
- 『いま、ここを無心に生きる』春秋社、2005年9月。ISBN 9784393144077。 NCID BA74531834。全国書誌番号:20900469。
- 『更幽録』福島慶道、2009年4月。 NCID BA91029687。
- 『趙州録提唱』春秋社、2013年3月。ISBN 9784393142813。 NCID BB12348428。全国書誌番号:22216324。

### 共著
- 福島慶道、檀ふみ『東福寺』淡交社〈古寺巡礼京都 3〉、2006年11月。ISBN 9784473033536。 NCID BA79095456。全国書誌番号:21122501。